# Gran Premio di superbike di Silverstone 2003
Il Gran Premio di superbike di Silverstone 2003 è stato la sesta prova su dodici del campionato mondiale Superbike 2003, disputato il 15 giugno sul circuito di Silverstone, in gara 1 ha visto la vittoria di Neil Hodgson davanti a James Toseland e Rubén Xaus, lo stesso pilota si è ripetuto anche in gara 2, davanti a Gregorio Lavilla e Rubén Xaus.
La vittoria nella gara valevole per il campionato mondiale Supersport 2003 è stata ottenuta da Chris Vermeulen, mentre la gara del campionato Europeo della classe Superstock viene vinta da Michel Fabrizio.

## Risultati

### Gara 1

#### Arrivati al traguardo[5]
| Pos. | Nº  | Pilota              | Squadra                  | Motocicletta      | Giri | Tempo     | Griglia | Punti |
| ---- | --- | ------------------- | ------------------------ | ----------------- | ---- | --------- | ------- | ----- |
| 1º   | 100 | Neil Hodgson        | Ducati Fila              | Ducati 999F03     | 20   | 38:24.187 | 1º      | 25    |
| 2º   | 52  | James Toseland      | HM Plant Ducati          | Ducati 998F02     | 20   | +0:00.440 | 6º      | 20    |
| 3º   | 11  | Rubén Xaus          | Ducati Fila              | Ducati 999F03     | 20   | +0:00.599 | 10º     | 16    |
| 4º   | 55  | Régis Laconi        | Caracchi NCR Nortel Net. | Ducati 998RS      | 20   | +0:00.943 | 3º      | 13    |
| 5º   | 64  | Yukio Kagayama      | Rizla Suzuki             | Suzuki GSX-R 1000 | 20   | +0:04.779 | 2º      | 11    |
| 6º   | 61  | John Reynolds       | Rizla Suzuki             | Suzuki GSX-R 1000 | 20   | +0:05.085 | 8º      | 10    |
| 7º   | 7   | Pierfrancesco Chili | PSG-1                    | Ducati 998RS      | 20   | +0:05.942 | 9º      | 9     |
| 8º   | 60  | Michael Rutter      | Renegade Ducati          | Ducati 998F02     | 20   | +0:06.371 | 5º      | 8     |
| 9º   | 9   | Chris Walker        | HM Plant Ducati          | Ducati 998F02     | 20   | +0:07.229 | 7º      | 7     |
| 10º  | 20  | Marco Borciani      | D.F.X. Racing            | Ducati 998RS      | 20   | +0:34.399 | 13º     | 6     |
| 11º  | 19  | Lucio Pedercini     | Team Pedercini           | Ducati 998RS      | 20   | +0:39.260 | 12º     | 5     |
| 12º  | 15  | Giovanni Bussei     | UnionBike GiMotorsport   | Yamaha YZF R1     | 20   | +0:43.387 | 15º     | 4     |
| 13º  | 6   | Mauro Sanchini      | Kawasaki Bertocchi       | Kawasaki ZX7RR    | 20   | +0:45.266 | 21º     | 3     |
| 14º  | 5   | Ivan Clementi       | Kawasaki Bertocchi       | Kawasaki ZX7RR    | 20   | +0:45.628 | 23º     | 2     |
| 15º  | 35  | Nello Russo         | Team Pedercini           | Ducati 998RS      | 20   | +0:46.388 | 20º     | 1     |
| 16º  | 4   | Troy Corser         | Foggy Petronas Racing    | Petronas FP1      | 20   | +0:54.366 | 18º     |       |
| 17º  | 16  | Sergio Fuertes      | MIR Racing               | Suzuki GSX-R 1000 | 20   | +0:57.282 | 24º     |       |

#### Ritirati
| Nº | Pilota             | Squadra         | Motocicletta       | Giri | Griglia |
| -- | ------------------ | --------------- | ------------------ | ---- | ------- |
| 10 | Gregorio Lavilla   | Alstare Suzuki  | Suzuki GSX-R 1000  | 16   | 4º      |
| 31 | Vittorio Iannuzzo  | Alstare Suzuki  | Suzuki GSX-R 1000  | 12   | 16º     |
| 28 | Serafino Foti      | Team Pedercini  | Ducati 998RS       | 11   | 22º     |
| 62 | Sean Emmett        | Renegade Ducati | Ducati 998F02      | 3    | 11º     |
| 91 | Walter Tortoroglio | White Endurance | Honda VTR 1000 SP2 | 3    | 25º     |
| 33 | Juan Borja         | D.F.X. Racing   | Ducati 998RS       | 1    | 19º     |
| 99 | Steve Martin       | D.F.X. Racing   | Ducati 998RS       | 1    | 17º     |

### Gara 2

#### Arrivati al traguardo[6]
| Pos. | Nº  | Pilota              | Squadra                  | Motocicletta      | Giri | Tempo     | Griglia | Punti |
| ---- | --- | ------------------- | ------------------------ | ----------------- | ---- | --------- | ------- | ----- |
| 1º   | 100 | Neil Hodgson        | Ducati Fila              | Ducati 999F03     | 20   | 38:13.944 | 1º      | 25    |
| 2º   | 10  | Gregorio Lavilla    | Alstare Suzuki           | Suzuki GSX-R 1000 | 20   | +0:00.493 | 4º      | 20    |
| 3º   | 11  | Rubén Xaus          | Ducati Fila              | Ducati 999F03     | 20   | +0:00.653 | 10º     | 16    |
| 4º   | 52  | James Toseland      | HM Plant Ducati          | Ducati 998F02     | 20   | +0:03.435 | 6º      | 13    |
| 5º   | 64  | Yukio Kagayama      | Rizla Suzuki             | Suzuki GSX-R 1000 | 20   | +0:04.117 | 2º      | 11    |
| 6º   | 55  | Régis Laconi        | Caracchi NCR Nortel Net. | Ducati 998RS      | 20   | +0:04.220 | 3º      | 10    |
| 7º   | 7   | Pierfrancesco Chili | PSG-1                    | Ducati 998RS      | 20   | +0:07.246 | 9º      | 9     |
| 8º   | 9   | Chris Walker        | HM Plant Ducati          | Ducati 998F02     | 20   | +0:11.822 | 7º      | 8     |
| 9º   | 60  | Michael Rutter      | Renegade Ducati          | Ducati 998F02     | 20   | +0:12.399 | 5º      | 7     |
| 10º  | 61  | John Reynolds       | Rizla Suzuki             | Suzuki GSX-R 1000 | 20   | +0:38.499 | 8º      | 6     |
| 11º  | 19  | Lucio Pedercini     | Team Pedercini           | Ducati 998RS      | 20   | +0:44.491 | 12º     | 5     |
| 12º  | 15  | Giovanni Bussei     | UnionBike GiMotorsport   | Yamaha YZF R1     | 20   | +0:48.029 | 15º     | 4     |
| 13º  | 20  | Marco Borciani      | D.F.X. Racing            | Ducati 998RS      | 20   | +0:48.803 | 13º     | 3     |
| 14º  | 6   | Mauro Sanchini      | Kawasaki Bertocchi       | Kawasaki ZX7RR    | 20   | +0:48.994 | 21º     | 2     |
| 15º  | 31  | Vittorio Iannuzzo   | Alstare Suzuki           | Suzuki GSX-R 1000 | 20   | +0:49.342 | 16º     | 1     |
| 16º  | 5   | Ivan Clementi       | Kawasaki Bertocchi       | Kawasaki ZX7RR    | 20   | +0:49.563 | 23º     |       |
| 17º  | 16  | Sergio Fuertes      | MIR Racing               | Suzuki GSX-R 1000 | 20   | +1:12.403 | 24º     |       |
| 18º  | 35  | Nello Russo         | Team Pedercini           | Ducati 998RS      | 20   | +1:12.935 | 20º     |       |

#### Ritirati
| Nº | Pilota             | Squadra               | Motocicletta       | Giri | Griglia |
| -- | ------------------ | --------------------- | ------------------ | ---- | ------- |
| 28 | Serafino Foti      | Team Pedercini        | Ducati 998RS       | 14   | 22º     |
| 99 | Steve Martin       | D.F.X. Racing         | Ducati 998RS       | 8    | 17º     |
| 4  | Troy Corser        | Foggy Petronas Racing | Petronas FP1       | 6    | 18º     |
| 33 | Juan Borja         | D.F.X. Racing         | Ducati 998RS       | 6    | 19º     |
| 62 | Sean Emmett        | Renegade Ducati       | Ducati 998F02      | 6    | 11º     |
| 91 | Walter Tortoroglio | White Endurance       | Honda VTR 1000 SP2 | 4    | 25º     |

### Supersport

#### Arrivati al traguardo
| Pos. | Nº  | Pilota                   | Squadra                 | Motocicletta    | Giri | Tempo     | Griglia | Punti |
| ---- | --- | ------------------------ | ----------------------- | --------------- | ---- | --------- | ------- | ----- |
| 1º   | 7   | Chris Vermeulen          | Ten Kate Honda          | Honda CBR 600RR | 19   | 37'21.429 | 6º      | 25    |
| 2º   | 4   | Jurgen van den Goorbergh | Yamaha Belgarda         | Yamaha YZF R6   | 19   | +12.157   | 1º      | 20    |
| 3º   | 31  | Karl Muggeridge          | Ten Kate Honda          | Honda CBR 600RR | 19   | +14.223   | 13º     | 16    |
| 4º   | 77  | Thierry van den Bosch    | Yamaha France - Ipone   | Yamaha YZF R6   | 19   | +15.462   | 10º     | 13    |
| 5º   | 15  | Alessio Corradi          | Italia Spadaro F.R.     | Yamaha YZF R6   | 19   | +16.554   | 5º      | 11    |
| 6º   | 12  | Christophe Cogan         | Dark Dog Honda BKM      | Honda CBR 600RR | 19   | +22.202   | 17º     | 10    |
| 7º   | 17  | Pere Riba                | Kawasaki R.T. KRT       | Kawasaki ZX6RR  | 19   | +22.379   | 9º      | 9     |
| 8º   | 2   | Katsuaki Fujiwara        | Alstare Suzuki          | Suzuki GSX 600R | 19   | +24.063   | 3º      | 8     |
| 9º   | 21  | Matthieu Lagrive         | Yamaha France - Ipone   | Yamaha YZF R6   | 19   | +27.053   | 12º     | 7     |
| 10º  | 18  | Robert Ulm               | Klaffi Honda            | Honda CBR 600RR | 19   | +27.314   | 7º      | 6     |
| 11º  | 93  | Christian Kellner        | Yamaha Deutschland      | Yamaha YZF R6   | 19   | +27.607   | 18º     | 5     |
| 12º  | 72  | Takeshi Tsujimura        | Technical Sports Racing | Honda CBR 600RR | 19   | +27.891   | 22º     | 4     |
| 13º  | 28  | Dean Thomas              | Vitrans Honda TKR       | Honda CBR 600RR | 19   | +32.380   | 21º     | 3     |
| 14º  | 69  | Gianluca Nannelli        | Lorenzini by Leoni      | Yamaha YZF R6   | 19   | +35.614   | 23º     | 2     |
| 15º  | 71  | Werner Daemen            | Van Zon Honda T.K.R.    | Honda CBR 600RR | 19   | +45.360   | 14º     | 1     |
| 16º  | 75  | Jamie Robinson           | JR Motorsport           | Yamaha YZF R6   | 19   | +46.217   | 25º     |       |
| 17º  | 73  | Simon Andrews            | Red Piranha Racing      | Yamaha YZF R6   | 19   | +46.224   | 24º     |       |
| 18º  | 116 | Sébastien Charpentier    | Klaffi Honda            | Honda CBR 600RR | 19   | +54.239   | 16º     |       |
| 19º  | 34  | Didier Van Keymeulen     | Saveko Racing           | Kawasaki ZX6RR  | 19   | +1'17.866 | 26º     |       |
| 20º  | 11  | Arno Visscher            | Saveko Racing           | Kawasaki ZX6RR  | 19   | +1'48.780 | 29º     |       |

#### Ritirati
| Nº | Pilota           | Squadra              | Motocicletta    | Giri | Griglia |
| -- | ---------------- | -------------------- | --------------- | ---- | ------- |
| 8  | Jörg Teuchert    | Yamaha Deutschland   | Yamaha YZF R6   | 17   | 20º     |
| 76 | Jonnie Ekerold   | Ekerold Honda Racing | Honda CBR 600RR | 17   | 28º     |
| 22 | Stefano Cruciani | Kawasaki Bertocchi   | Kawasaki ZX6RR  | 16   | 19º     |
| 30 | Michael Laverty  | Vitrans Honda TKR    | Honda CBR 600RR | 16   | 27º     |
| 23 | Broc Parkes      | Dark Dog Honda BKM   | Honda CBR 600RR | 10   | 11º     |
| 9  | Iain MacPherson  | Van Zon Honda T.K.R. | Honda CBR 600RR | 3    | 15º     |
| 1  | Fabien Foret     | Kawasaki R.T. KRT    | Kawasaki ZX6RR  | 3    | 8º      |
| 3  | Stéphane Chambon | Alstare Suzuki       | Suzuki GSX 600R | 3    | 2º      |
| 16 | Simone Sanna     | Yamaha Belgarda      | Yamaha YZF R6   | 2    | 4º      |

### Superstock

#### Arrivati al traguardo
| Pos. | Nº | Pilota                 | Squadra                   | Motocicletta        | Giri | Tempo     | Griglia | Punti |
| ---- | -- | ---------------------- | ------------------------- | ------------------- | ---- | --------- | ------- | ----- |
| 1º   | 84 | Michel Fabrizio        | Alstare Suzuki Italia     | Suzuki GSX 1000R    | 12   | 23'53.029 | 6º      | 25    |
| 2º   | 3  | Gianluca Vizziello     | UnionBike GiMotorsport    | Yamaha YZF R1       | 12   | +0.255    | 8º      | 20    |
| 3º   | 6  | Lorenzo Alfonsi        | Italia Lorenzini by Leoni | Yamaha YZF R1       | 12   | +0.559    | 3º      | 16    |
| 4º   | 73 | Bernat Martínez        | MIR Racing                | Suzuki GSX 1000R    | 12   | +0.759    | 2º      | 13    |
| 5º   | 8  | James Ellison          | HAP Racing                | Suzuki GSX 1000R    | 12   | +1.091    | 7º      | 11    |
| 6º   | 91 | Steve Brogan           | Lloyds Autobodies         | Suzuki GSX 1000R    | 12   | +1.459    | 9º      | 10    |
| 7º   | 37 | William De Angelis     | Rox Racing                | Ducati 999S         | 12   | +1.768    | 5º      | 9     |
| 8º   | 10 | Riccardo Chiarello     | D.F.X. Racing             | Ducati 999S         | 12   | +2.141    | 10º     | 8     |
| 9º   | 57 | Ilario Dionisi         | Celani                    | Suzuki GSX 1000R    | 12   | +4.857    | 13º     | 7     |
| 10º  | 92 | Luke Quigley           | Buildbase Knotts M/C      | Suzuki GSX 1000R    | 12   | +5.123    | 15º     | 6     |
| 11º  | 93 | Ben Wilson             | Ben Wilson Racing         | Suzuki GSX 1000R    | 12   | +14.029   | 17º     | 5     |
| 12º  | 5  | Alessio Velini         | Italia Lorenzini by Leoni | Yamaha YZF R1       | 12   | +17.397   | 11º     | 4     |
| 13º  | 41 | Pierrot Lerat-Vanstaen | Plein Gaz                 | Suzuki GSX 1000R    | 12   | +17.556   | 12º     | 3     |
| 14º  | 25 | Alessandro Brannetti   | FbC Racing                | Aprilia RSV 1000R   | 12   | +18.247   | 14º     | 2     |
| 15º  | 28 | Giacomo Romanelli      | Special XGear             | Suzuki GSX 1000R    | 12   | +20.644   | 19º     | 1     |
| 16º  | 9  | Ciro Ranieri           | UnionBike GiMotorsport    | Yamaha YZF R1       | 12   | +22.117   | 18º     |       |
| 17º  | 40 | Maurizio Bottalico     | Special XGear             | Suzuki GSX 1000R    | 12   | +34.246   | 23º     |       |
| 18º  | 22 | Christian Dal Corso    | Rox Racing                | Ducati 999S         | 12   | +34.639   | 21º     |       |
| 19º  | 44 | John Laverty           | EMS Racing                | Suzuki GSX 1000R    | 12   | +41.260   | 26º     |       |
| 20º  | 94 | Ben Wylie              | Future Racing             | Suzuki GSX 1000R    | 12   | +44.053   | 25º     |       |
| 21º  | 77 | Nicolas Saelens        | Van Zon Honda Sitra       | Honda CBR 900RR     | 12   | +45.121   | 27º     |       |
| 22º  | 85 | Tomas Miksovsky        | STK Czech Accr            | Honda CBR 900RR     | 12   | +48.473   | 29º     |       |
| 23º  | 23 | Gerry Gepts            | Black Racing              | Suzuki GSX 1000R    | 12   | +1'03.246 | 30º     |       |
| 24º  | 27 | Raphael De Saver       | RRT Motorsport            | Suzuki GSX 1000R K1 | 12   | +1'07.172 | 28º     |       |
| 25º  | 7  | David Gatenby          | Beowulf Motorsports.com   | Suzuki GSX 1000R K3 | 12   | +1'13.074 | 31º     |       |
| 26º  | 18 | José Lombardo          | Electrolombar Racing      | Suzuki GSX 1000R    | 12   | +1'13.188 | 32º     |       |
| 27º  | 12 | Leroy Verboven         | ICSAT                     | Suzuki GSX 1000R    | 12   | +1'29.902 | 33º     |       |

#### Ritirati
| Nº | Pilota           | Squadra                 | Motocicletta     | Giri | Griglia |
| -- | ---------------- | ----------------------- | ---------------- | ---- | ------- |
| 34 | José Hurtado     | MIR Racing              | Suzuki GSX 1000R | 7    | 16º     |
| 38 | Lorenzo Lanzi    | Rox Racing              | Ducati 999S      | 5    | 1º      |
| 86 | Ayrton Badovini  | Biassono R.T. EVR Corse | Ducati 999S      | 4    | 22º     |
| 15 | Alex Martinez    | Celani                  | Suzuki GSX 1000R | 3    | 4º      |
| 11 | Massimo Bisconti | Magic Bike Ducci F.R.   | Yamaha YZF R1    | 1    | 24º     |